# Upon the Wings of Music
Upon the Wings of Music è un album in studio del musicista francese Jean-Luc Ponty, pubblicato nel 1975.

## Tracce
1. Upon the Wings of Music – 5:26
2. Question with No Answer – 3:29
3. Now I Know – 4:27
4. Polyfolk Dance – 5:12
5. Waving Memories – 5:43
6. Echoes of the Future – 3:09
7. Bowing-Bowing – 4:53
8. Fight for Life – 4:34